# عملية فيشر-تروبش

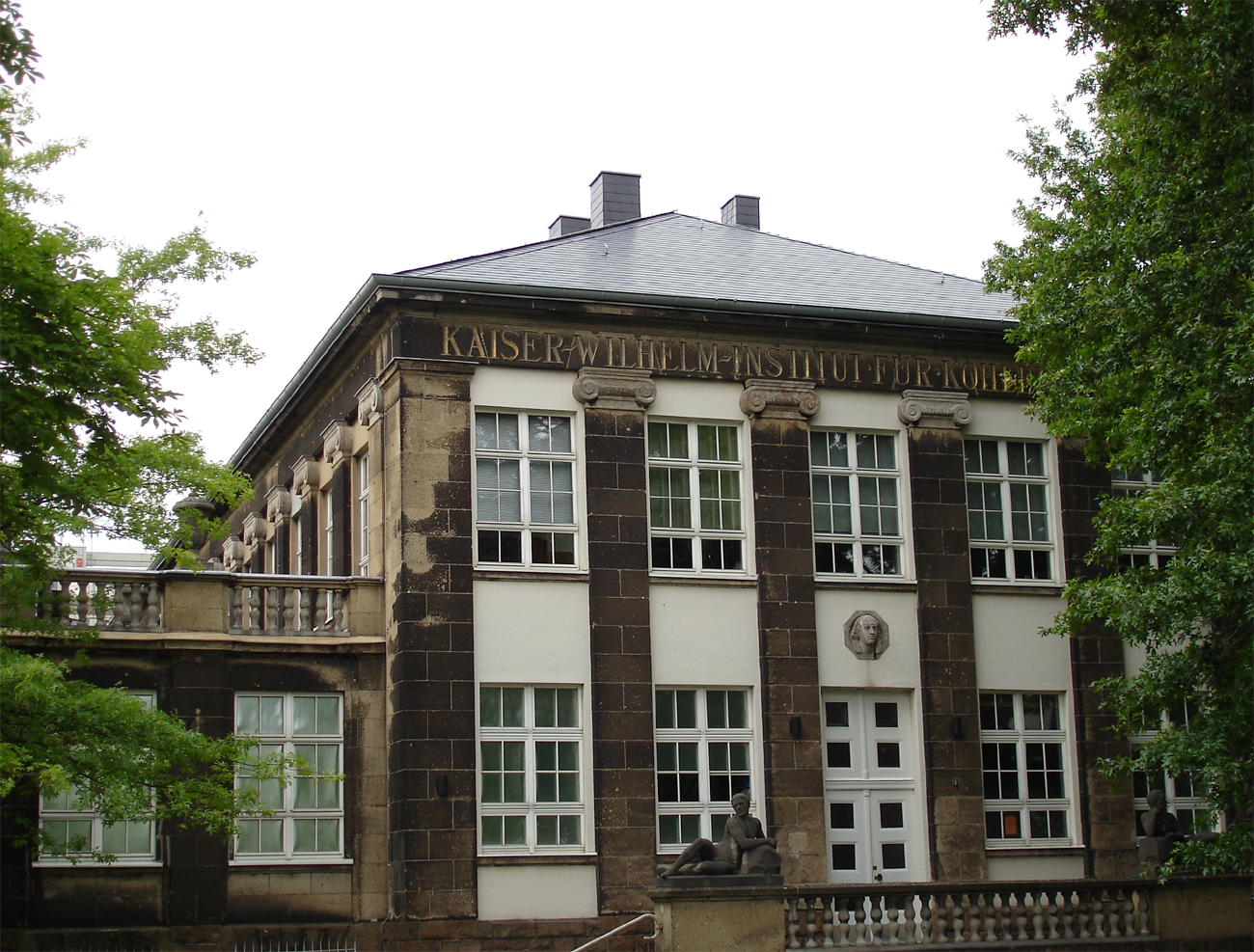
واجهة القسم القديم والتاريخي من المعهد الذي اخترعت فيه عملية فيشر-تروبش.

عملية فيشر-تروبش (بالألمانية: Fischer-Tropsch-Synthese) هي مجموعة تفاعلات كيميائية يتم من خلالها تحويل خليط من أول أكسيد الكربون والهيدروجين إلى هيدروكربونات سائلة. تم وصف هذه العملية لأول مرة من قبل فرانز فيشر وهانز تروبش في معهد ماكس بلانك لأبحاث الفحم في مدينة مولهايم أن در رور في ألمانيا سنة 1925.
تعد العملية من التقنيات المهمة في مجال التحويل غاز إلى سائل في الصناعة لإنتاج الزيوت التركيبية والوقود الاصطناعي عادةً من الفحم أو الغاز الطبيعي أو الكتلة الحيوية.
تبرز أهمية عملية فيشر-تروبش في كونها مصدراً لوقود الديزل منخفض الكبريت، وخاصة في البلدان ذات الموارد القليلة من النفط والغاز.
ويستخدم الحديد كعامل حافز في هذه العملية
تتم هذه العمليه عند درجة حراره 350 :330